# Erophaca
Erophaca is een monotypisch geslacht uit de vlinderbloemenfamilie (Fabaceae). De enige soort van dit geslacht is Erophaca baetica, een overblijvende plant met twee ondersoorten, die hun verspreidingsgebied aan de tegenoverliggende uiteinden van het Middellandse Zeegebied hebben:
- E. baetica subsp. baetica, die voorkomt in de zuidelijke helft van het Iberisch Schiereiland (Portugal en Spanje) en Noordwest-Afrika (Marokko en Algerije).
- E. baetica subsp. orientalis, die voorkomt in het oostelijke Middellandse Zeegebied (Griekenland, Turkije, Cyprus en Libanon).

Sommige populaties in Algerije zijn hybriden tussen de twee ondersoorten.
E. baetica is zeer giftig, niet alleen voor mensen maar ook voor weidevee. De plant wordt door grazende dieren gemeden. De Spaanse naam voor E. baetica is habas del diablo (duivelsbonen). De plant kan grote kolonies vormen. De soortaanduiding baetica verwijst naar de Romeinse provincie Baetica, gelegen in het zuiden van het huidige Spanje.

## Beschrijving
E. baetica is een overblijvende plant met dikke, rechtopstaande stengels die 30-70 cm hoog worden. Het samengestelde blad is oneven geveerd met een eindblad en 8-10 paar deelblaadjes. De grijsgroene blaadjes zijn langwerpig-lancetvormig of elliptisch en aan de onderkant bedekt met donzige haartjes. De bloeiwijze is een tros van gesteelde, okselstandige bloemen. De bloemkronen zijn lichtgeel tot wit met tot 3,5 cm lange vlaggen en 10-15 mm lange, klokvormige, roodachtige en getande kelken. De plant bloeit in de vroege voorjaar. De vrucht is een langwerpige peulvrucht, licht opgeblazen en 6-7 cm lang. De peulen zijn aanvankelijk groen en worden roodbruin tot zwartachtig naarmate ze rijpen. Ze zijn donzig tot viltig behaard.

## Afbeeldingen

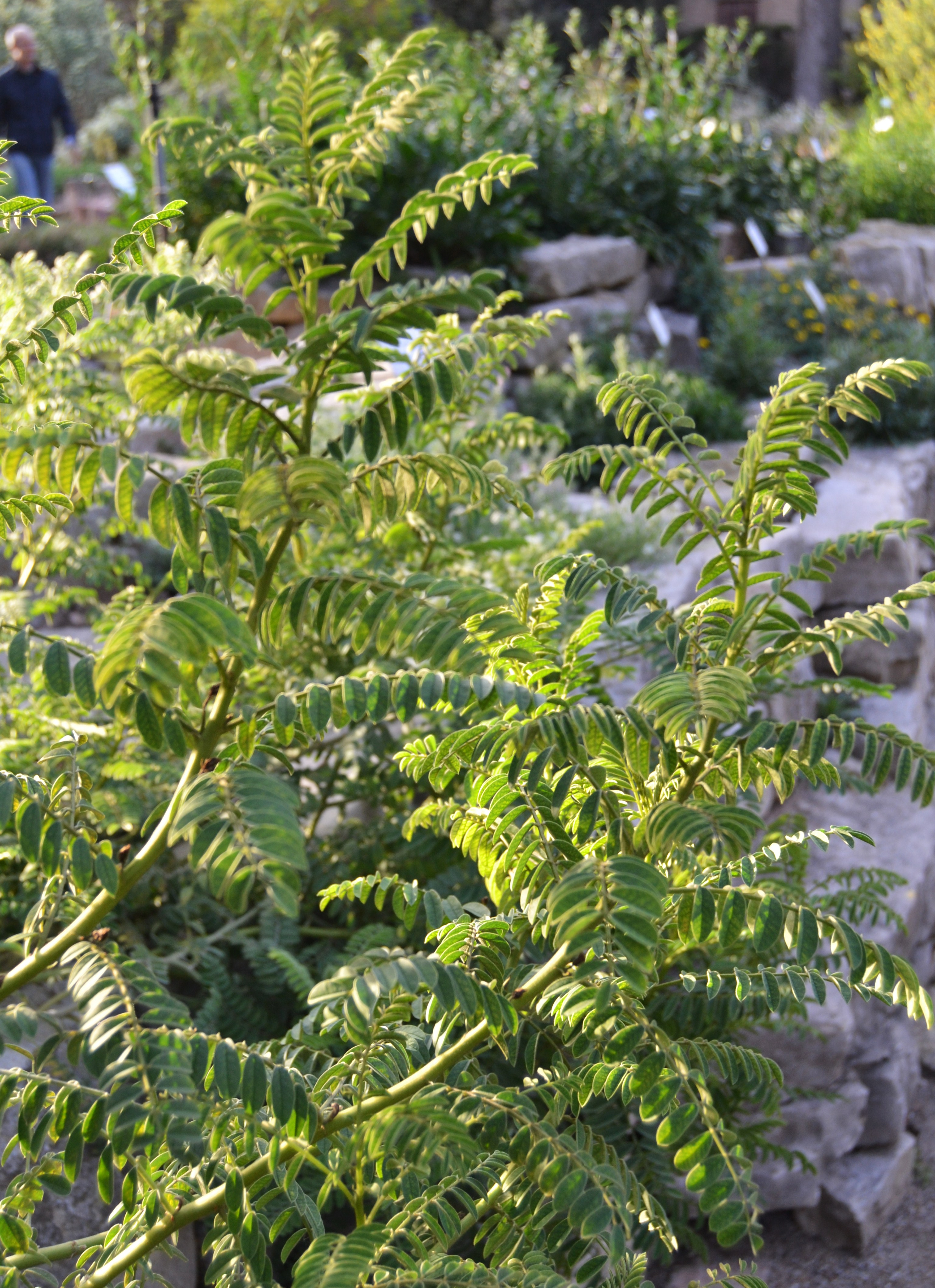
bladeren
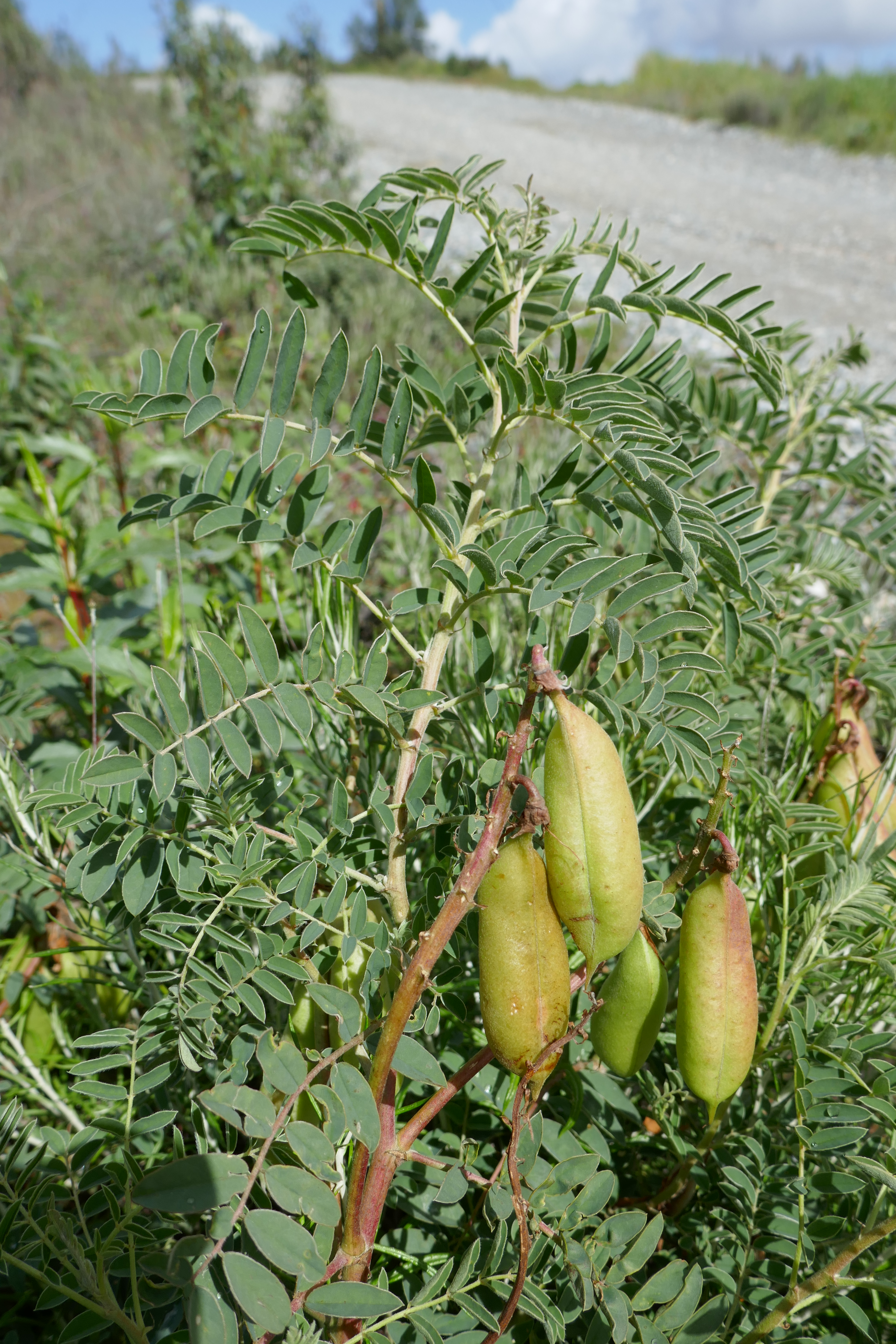
vruchten